# Corund
Corund (en hongrois: Korond) est une commune roumaine du județ de Harghita, dans la région historique de Transylvanie. Elle est composée des cinq villages suivants:
- Atia (Atyha)
- Calonda (Kalanda)
- Corund, siège de la commune
- Fântâna Brazilor (Fenyõkút)
- Valea lui Pavel (Pálpataka)

## Localisation
La commune de Corund est située dans la partie ouest de la comté de Harghita, à l'est de la Transylvanie dans le Pays sicule (région ethno-culturel et linguistique), sur les rives de la rivière Corund, à 17 km de la ville de Sovata, et à 75 km de la ville de Miercurea-Ciuc.

## Politique
| Période | Période  | Identité      | Étiquette | Qualité |
| ------- | -------- | ------------- | --------- | ------- |
| 2000    | En cours | Mihály Katona | UDMR      |         |

## Monuments et lieux touristiques
- L'église unitarienne du village de Corund (construction (XVIe siècle), monument historique
- L'église catholique du village de Corund, construction 1911
- Chapelle “Sain Jean Baptiste” du village de Corund (construite au XVIIIe siècle, monument historique
- Siège de Firtuș (construite en Moyen Âge), monument historique
- Musée du village de Corund, construction XIXe siècle, monument historique
- Céramique de Corund
- Réserve naturelle Dealul Melcului (aire protégée avec une superficie de 8 ha)
- Réserve naturelle Dealul Firtuș (aire protégée avec une superficie de 40 ha)
- Source de l'eau minérale naturelle
- Rivière Corund

## Notes et références

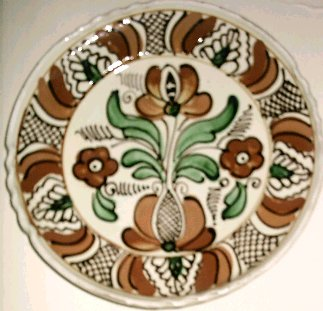
Céramique de Corund